# Coin-Operated Boy
Coin-Operated Boy è un singolo estratto dall'album The Dresden Dolls, dell'omonimo gruppo.
Scritto da Amanda Palmer, è uscito il 13 dicembre 2004 per l'etichetta Roadrunner Records. In Australia la canzone ha raggiunto la dodicesima posizione nella classifica Triple J's Hottest 100 del 2004.

## Videoclip
Il video promozionale del singolo è stato diretto ed edito da Michael Pope. Mostra una donna che, insoddisfatta delle proprie relazioni con gli uomini, decide di passare ad un partner artificiale. I protagonisti del video sono gli stessi componenti del gruppo.

## Tracce
1. Coin-Operated Boy – 3:33
2. Coin-Operated Boy (Live) – 5:44
3. Baby One More Time (Live) – 3:20